# Hans-Joachim Czub
Hans-Joachim Czub (* 10. Juli 1951 in Heikendorf; † 15. November 2016 in Dresden) war ein deutscher Jurist und Richter am Bundesgerichtshof.

## Ausbildung
Hans-Joachim Czub hat seine juristische Ausbildung an der Christian-Albrechts-Universität zu Kiel abgeschlossen und anschließend über die verfassungsrechtlichen Gewährleistungen bei der Auferlegung steuerlicher Lasten promoviert.

## Früher Werdegang
1981 trat Czub in den höheren Justizdienst der Freien und Hansestadt Hamburg ein. Am 15. April 1983 wurde Czub zum Richter am Landgericht Hamburg ernannt. Czub gehörte einer Zivil- und einer Strafkammer an, bevor er im Juni 1986 für drei Jahre als wissenschaftlicher Mitarbeiter an den Bundesgerichtshof wechselte.
Am 1. Februar 1992 wurde Czub zum Richter am Hanseatischen Oberlandesgericht in Hamburg ernannt und zugleich an das Bundesministerium der Justiz abgeordnet. Dort befasste er sich drei Jahre lang überwiegend mit Immobiliarsachenrecht sowie Fragen des Sachenrechts, die im Zuge der Deutschen Wiedervereinigung aufkamen.

## Tätigkeit für die sächsische Justiz
Ab Juni 1995 war Hans-Joachim Czub für das Sächsische Staatsministerium der Justiz unter anderem als Leiter des Referats für Verwaltungsrecht sowie für einigungsbedingte Fragen des Vermögens-, Schuld- und Sachenrechts tätig. Darüber hinaus befasste sich Czub mit der Gesetzgebung zu Fragestellungen der verwaltungsrechtlichen und beruflichen Rehabilitierung. Mitte Juli 1995 wechselte Czub unter gleichzeitiger Ernennung zum Ministerialrat in den sächsischen Landesdienst.
1999 war Czubs Referat für das gesamte materielle Zivil- und Handelsrecht einschließlich des Betreuungs-, Grundbuch-, Nachlass- und Registerrechts, das Arbeitsrecht, das Presserecht, das Medien- und Rundfunkrecht sowie das Amts- und Staatshaftungsrecht zuständig. Im Jahr 2000 wurde Czub zum Vorsitzenden Richter des 21. Zivilsenats sowie des Senats für Landwirtschaftssachen am Oberlandesgericht Dresden ernannt.
Mit seiner Tätigkeit, so Sebastian Gemkow, Sächsischer Staatsminister der Justiz am 17. November 2016, hat Hans-Joachim Czub „den Aufbau des Freistaates [Sachsen] nach der Friedlichen Revolution mitgestaltet.“ „Der Freistaat Sachsen ist Herrn Dr. Czub zu großem Dank verpflichtet.“

## Richter am Bundesgerichtshof
Hans-Joachim Czub wurde am 10. Mai 2005 vom damaligen Bundespräsidenten Horst Köhler zum Richter am Bundesgerichtshof ernannt und durch das Präsidium des Bundesgerichtshofs dem vornehmlich für die Rechtsstreitigkeiten aus den Gebieten des Grundstücksrechts, des Wohnungseigentumsrechts und des Nachbarrechts zuständigen V. Zivilsenat zugewiesen.
Außerdem gehörte Czub seit dem 1. Juli 2005 dem Senat für Landwirtschaftssachen am Bundesgerichtshof an, dessen stellvertretender Vorsitzender er im November 2014 wurde.
Seit 2014 war Czub für den Senat für Landwirtschaftssachen ordentliches und für den V. Zivilsenat des Bundesgerichtshofes stellvertretendes Mitglied im Großen Senat für Zivilsachen sowie Entsandter im Gemeinsamen Senat der obersten Gerichtshöfe des Bundes.
Während seiner elfjährigen Tätigkeit am Bundesgerichtshof hat Hans-Joachim Czub die Rechtsprechung des V. Zivilsenats sowie des Senats für Landwirtschaftssachen maßgeblich mitgeprägt.
Czub wäre voraussichtlich Ende 2016 in den Ruhestand getreten.

## Privatleben
Hans-Joachim Czub verstarb am 15. November 2016 im Alter von 65 Jahren nach kurzer, schwerer Krankheit. Czub wurde am 28. November 2016 auf dem Johannisfriedhof in Dresden-Tolkewitz beigesetzt.
Czub war mit Renate Czub, Vorsitzende Richterin der 5. Kammer des Verwaltungsgerichts Dresden, verheiratet.

## Veröffentlichungen
- Verfassungsrechtliche Gewährleistungen bei der Auferlegung steuerlicher Lasten. Die zweckmäßige Gestaltung der Sozialhilfe, der steuerlichen Grundfreibeträge und des Kinderlastenausgleichs. Duncker & Humblot, Berlin 1982, ISBN 978-3-428-05228-8.
- Sachenrechtsbereinigung: Leitfaden für die Praxis Verlag für die Rechts- und Anwaltspraxis, Herne/Berlin 1994, ISBN 978-3-927935-55-6.
- Sachenrechtsbereinigungsgesetz: SachenRBerG. Regelungen zur Sachenrechtsbereinigung in den neuen Bundesländern mit den Änderungen des EGBGB und der ErbbauVO ZAP Verlag, Bonn 1994, ISBN 978-3-927935-45-7.